# تبان (إب)

تعديل مصدري - تعديل

تبان هي إحدى قرى عزلة جبل معود بمديرية إب التابعة لمحافظة إب، بلغ تعداد سكانها 330 نسمة حسب تعداد اليمن لعام 2004.